# Megalomanija
Megalomanija ili ludilo veličine označava patološko precijenjivanje sebe samog, svojih sposobnosti i mogućnosti. Pogođena osoba smatra se važnim političkim ili vjerskim likom, reinkarnacijom velike ličnosti, bogom, prorokom, ili slično, kao što je superjunak. Javlja se primjerice u sklopu paranoje, shizofrenije ili staračke demencije.